# Jean Bories
Pour les articles homonymes, voir Bories.
Jean Bories professeur et syndicaliste français né le 2 juin 1933 à La Goulette en Tunisie, décédé à Nice le 28 mai 2008.

## Biographie
Jean Bories vit son enfance à la Goulette en Tunisie (où son père est également né, en 1906) au 7 rue des Écoles, en face de l'école de filles. Il suit des études secondaires au lycée Carnot, des études supérieures à Paris au lycée Henri IV (1951-1953 : Math Spé) et au lycée Louis-le-Grand. Certifié de mathématiques, il est élève-professeur à l'ENSET de 1955 à 1958 puis professeur au lycée Siegfried du Havre de 1958 à 1961. Il enseigne ensuite au lycée de Cachan de 1961 à 1965 et au lycée technique des Eucalyptus à Nice de 1965 à 1971. Détaché à l'IUT de Nice de 1971 à 1992, il est président de la section académique du SNALC de Nice de 1973 de 1978, président du SNALC du 29 mars 1980 au 14 avril 1992, membre titulaire du CEGT à partir de 1981, et secrétaire général de la CSEN de 1984 à 1992.
Il était Directeur de "École Active Bilingue" (Paris) de "Sessam" (Nice), de "8A" (Nice) et Président National "Souvenir Franco Américain". Officier de réserve, et décoré des palmes académiques, il était père d'une fille, l'aînée de ses quatre enfants (Marie-Hélène) et de trois garçons (Olivier, Philippe, Michel).
Ses obsèques ont lieu le mercredi 4 juin à 9 heures 30 en l'Église Saint-Jean l'Évangéliste à Nice.